# Narcissus parviflorus
Narcissus parviflorus ist eine Pflanzenart aus der Gattung der Narzissen in der Familie der Amaryllisgewächse (Amaryllidaceae).
Sie zählt im Gegensatz zur Trompeten-Narzisse zu den kleinblütigen Trompetennarzissen. Ihr Artstatus ist nach wie vor umstritten. Sie unterscheidet sich deutlich von Narcissus minor und Narcissus abscissus, ist aber möglicherweise eine Hybride der letzteren Art. Die Blütenfarbe ist ein cremeweiß mit einer goldgelben Nebenkrone.

## Verbreitung
Narcissus parviflorus ist in den Pyrenäen verbreitet.